# 金沢達也
金沢 達也（かなざわ たつや、1971年8月26日 - ）は、日本の放送作家、脚本家。群馬県出身。東京農業大学第二高等学校、早稲田大学人間科学部卒。萩本企画所属。妻はタレント（元AKB48、SDN48）の大堀恵。

## 来歴
萩本欽一が主宰する欽ちゃん劇団に入団後、萩本の薦めで放送作家に転身。君塚良一のもとで様々なバラエティ番組を手がける。その後、舞台などの脚本を手がけ、2009年に日本テレビ『華麗なるスパイ』で連続ドラマデビューを果たす。
2010年には『踊る大捜査線 THE MOVIE3 ヤツらを解放せよ!』に脚本協力として参加。NTTドコモの動画配信サービスで配信されたスピンオフ『係長 青島俊作 THE MOBILE 事件は取調室で起きている!』（ドコモ動画）、『係長 青島俊作2 事件はまたまた取調室で起きている!』（NOTTV）では、単独で脚本を務めている。
2013年、元AKB48、SDN48の大堀恵と結婚（2012年12月8日のAKB48劇場7周年特別記念公演において、大堀の口から発表された）。金沢がアドバイザーを務める東貴博（同じく欽ちゃん劇団出身）の舞台に大堀がゲスト出演したことが交際のきっかけ。
2013年3月8日、出身地である群馬県より「ぐんま観光特使」を委嘱された。任期は2年。
その後、「ぐんま観光特使」制度の見直しが図られ、2018年8月1日から新制度「ぐんま特使」制度がスタートした。その際にも改めて「ぐんま特使」として委嘱されている。

## 主な作品

### テレビ番組
- ウラ日テレ（日本テレビ）
- 音楽戦士 MUSIC FIGHTER（日本テレビ、2009年）
- ごきげんよう（フジテレビ）
- ハッピーMusic（日本テレビ）
- ミュージックドラゴン（日本テレビ）

### テレビドラマ
- 華麗なるスパイ（日本テレビ、2009年7月 - 9月） - 君塚良一と共同執筆
- ニュース速報は流れた（フジテレビNEXT、2009年11月 - 2010年4月） - 君塚良一と共同執筆
- ハンマーセッション!（TBS、2010年7月 - 9月）
- T-UP presents サムズアップ!（BSフジ、2011年）
- ラッキーセブン（フジテレビ、2012年1月 - 3月） - 共同
- キャビンアテンダント刑事（フジテレビ、2014年7月） - 共同
- カインとアベル（フジテレビ、2016年10月 - 12月） - 脚本協力
- 不倫食堂（フジテレビオンデマンド、2018年3月）
- コード・ブルー 特別編 -もう一つの戦場-（フジテレビ、2018年7月）- 共同
- スピンオフドラマ コード・ブルー –もう一つの日常-（フジテレビ、2018年7月）
- ラジエーションハウス〜放射線科の診断レポート〜（フジテレビ、2019年4月 - 6月）-第5話
- ナンバMG5（フジテレビ、2022年4月 - 6月）

### 携帯ドラマ
- 係長 青島俊作 THE MOBILE 事件は取調室で起きている!（ドコモ動画、2010年6月-7月）
- 係長 青島俊作2 事件はまたまた取調室で起きている!（NOTTV、2012年8月-）

### 舞台
- いかん どっかん あっけらかん(明治座、2011年1月）

### 映画
- CAGE（2003年）ゆうばり国際ファンタスティック映画祭2004入選作品
- 踊る大捜査線 THE MOVIE3 ヤツらを解放せよ!（2010年）- 脚本協力
- 猿ロック THE MOVIE（2010年）- 脚本協力
- 暗殺教室（2015年）
- 探検隊の栄光（2015年）- 共同
- 暗殺教室〜卒業編〜（2016年）
- A.I. love you（2016年）
- YOU達HAPPY 映画版 ひまわり（2018年）
- ショコラの魔法（2021年）

### 著書
- 『ニュース速報は流れた』（2010年、徳間文庫）ISBN 978-4-19-893237-4
- 『踊る大捜査線 THE MOVIE ヤツらを解放せよ!』（2012年、扶桑社）ISBN 978-4-594-06653-6
- 『映画 暗殺教室 (JUMP j BOOKS)』（2015年、集英社）ISBN 978-4-087-03353-3
- 『映画 暗殺教室 -卒業編- (JUMP j BOOKS)』（2016年、集英社）ISBN 978-4-087-03390-8